# 哈姆納灣
69°16′S 39°41′E / 69.267°S 39.683°E
哈姆納灣是南極洲的海灣，位於毛德皇后地的呂佐夫-霍爾姆灣東岸，處於朗霍夫德山以西，該海灣根據挪威探險隊拍攝的空中照片被繪入地圖。